# Riesling
El riesling és un cep blanc que dona un vi d'alta qualitat gastronòmica. És sec i delicadament afruitat, ofereix un buquet de gran finesa amb aromes minerals i florals. És originari de la vall del Rin.
És un cep plantat principalment a Alemanya (22.000 hectàrees), però també el podem trobar a l'Alsàcia (2.900 ha), Austràlia (3.700 ha), Sud-àfrica (3.500 ha), els Estats Units (3.000 ha, a Califòrnia i a l'estat de Nova York), Romania (3.000 ha), Eslovàquia (1.500 ha), Bulgària (1.500 ha), Àustria (1.200 ha), Nova Zelanda (400 ha), així com a molts altres territoris.
Del riesling s'extreu un vi que marida perfectament amb peixos a la planxa o cuinats amb mantega, carn d'au amb salsa (com la pularda al riesling) i els formatges com els de cabra frescos.
És una varietat que treu els borrons de manera tardana, d'aquesta manera la seva maduració també és més prolongada. Dona grans rendiments (fins a 100 hl/ha), permet la podridura noble, és d'acidesa elevada i dona gran expressió al terrer, d'aquí el seu sobrenom d'esponja del terrer.
A Catalunya s'ha establert sobretot al Penedès on també s'ha experimentat recollir-lo de manera tardana, amb podridura noble i algunes vegades després de la primera gelada amb el resultat de l'anomenat vi de glaç.